# Polittico Baroncelli

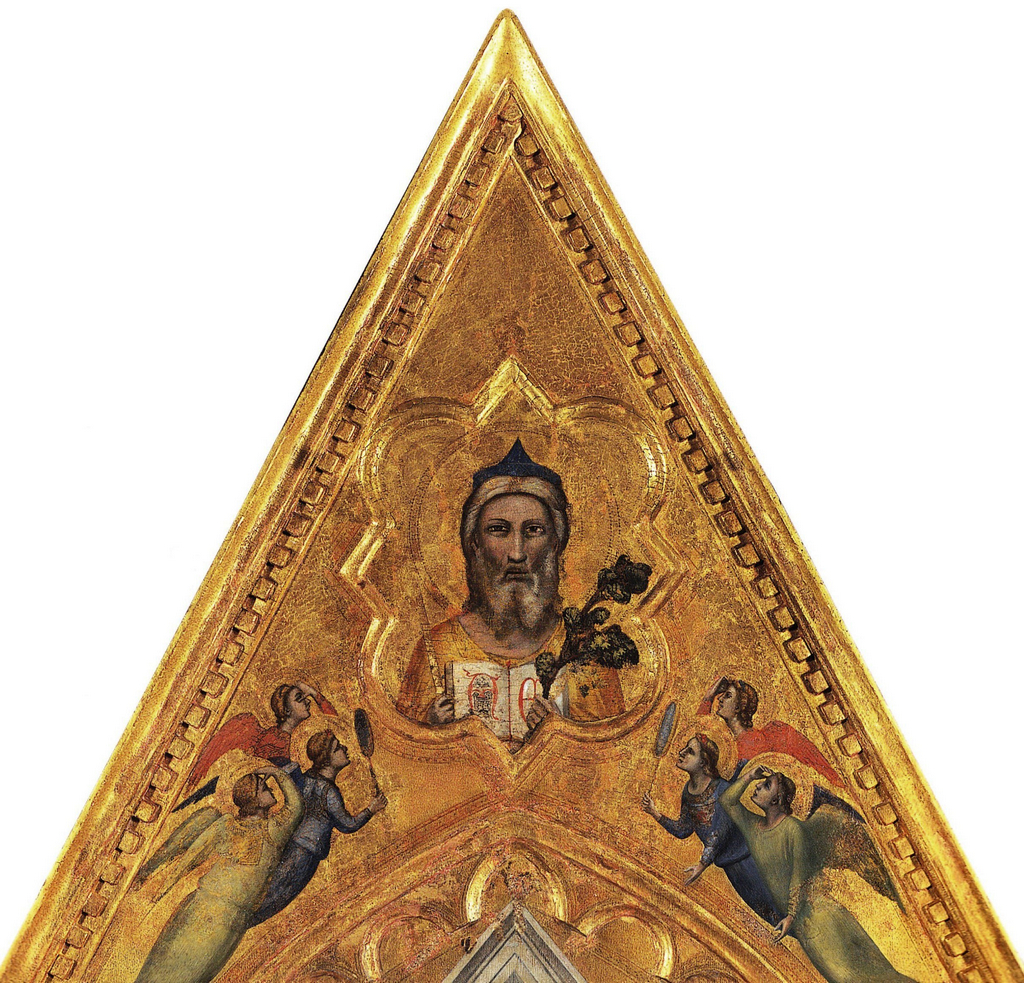
Eterno e angeli a San Diego, cimasa del pannello centrale del polittico

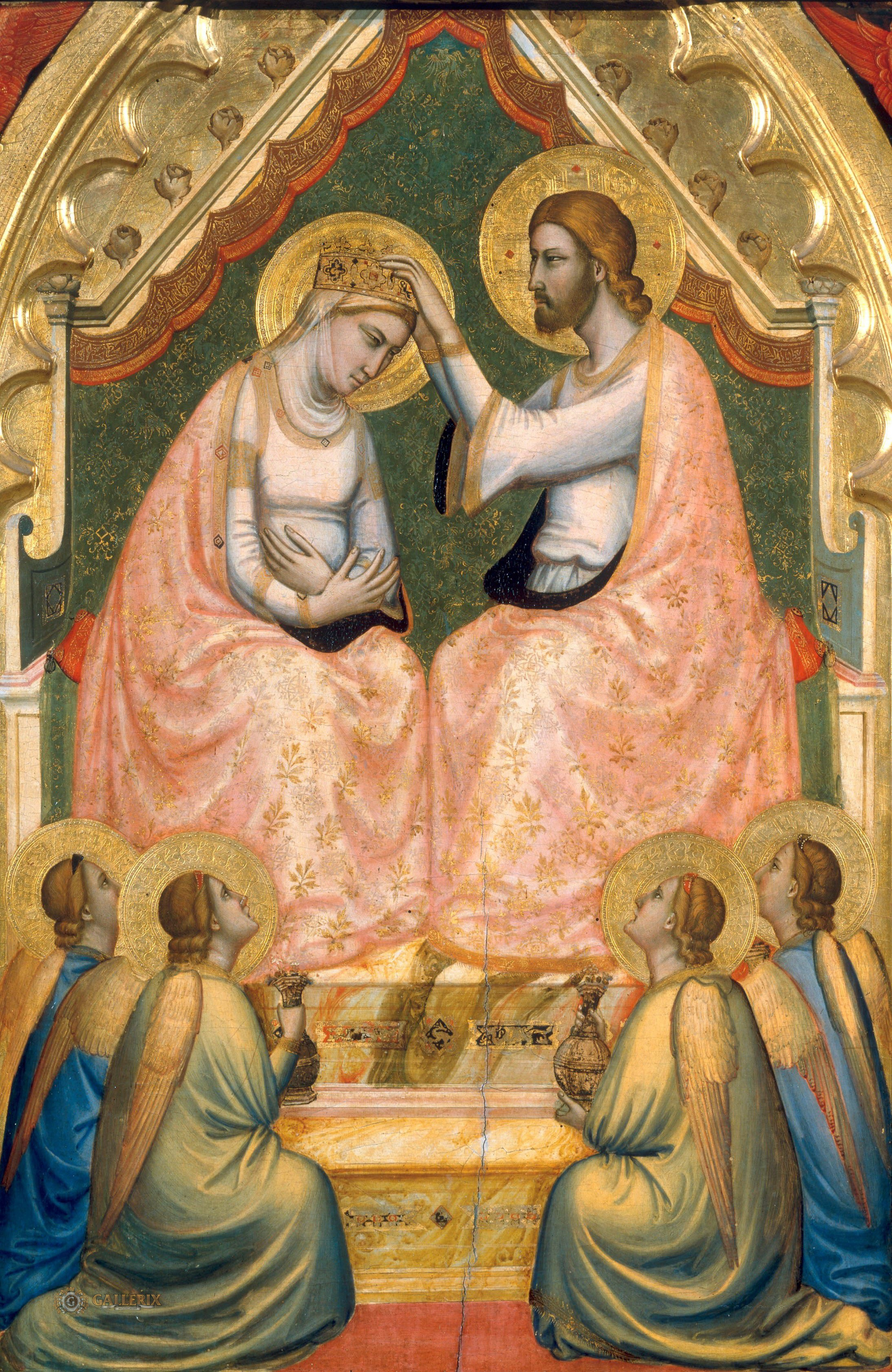
Il pannello centrale

Il Polittico Baroncelli è un dipinto a tempera e oro su tavola (185x323 cm) di Giotto e aiuti di bottega, databile al 1328 circa e conservato nella Cappella Baroncelli della basilica di Santa Croce a Firenze. È firmato "OPUS MAGISTRI JOCTI".

## Storia
Ricordato da Ghiberti e Vasari nelle loro biografie di Giotto, fu ritenuto opera autografa per tutto il XIX secolo. All'inizio del Novecento si iniziò a mettere in dubbio l'autenticità della firma (scrisse Venturi che poteva essere stata aggiunta nel Quattrocento quando fu rifatta la cornice e Sebastiano Mainardi aggiunse i serafini tra le arcatelle), tanto che Offner escluse il polittico dal catalogo dell'artista, Douglas, Sinibaldi e Brunetti la riferirono interamente alla bottega e Berenson, Perkins e Ventura la assegnarono a uno stretto collaboratore, che secondo Frey sarebbe stato Taddeo Gaddi.
Gli studi seguenti registrarono un'inversione di tendenza, andando a ridare credibilità alla firma e ad ammettere un sempre maggiore intervento dell'artista, o nella concezione dell'impianto (Previtali), o nel disegno (Baldini e Salvini) o anche nella stesura di alcuni brani meglio riusciti, in particolare il pannello centrale (Longhi, Marchini e Gnudi). Paatz, Bologna e Bellosi parlarono di opera di Giotto e bottega.
La cronologia è stata fissata pressoché concordemente a una fase tarda dell'attività dell'artista, soprattutto a ridosso degli affreschi alla Cappella Peruzzi (1325 circa) e prima della partenza per Napoli (1329), o tutt'al più subito dopo il suo ritorno a Firenze (1334), prima comunque di partire per Milano.
Le ipotesi più seguite restano ora come ora quelle di Federico Zeri, il quale ebbe anche il merito di ritrovare la cuspide del pannello centrale con l'Eterno e angeli, oggi al San Diego Museum of Art: lo studioso romano parlò infatti di una collaborazione tra Giotto e Taddeo e di una datazione al 1328 circa, più o meno in contemporanea con l'avvio della decorazione ad affresco della Cappella Baroncelli, che spetta interamente a Taddeo.

## Descrizione e stile
Il polittico, che oggi è inserito in una cornice rinascimentale che ne ha alterato l'originaria forma cuspidata (mutilando anche il pannello centrale in alto), è a cinque scomparti. Al centro si vede l'Incoronazione della Vergine e ai lati un'affollata rappresentazione di tutti i santi in gloria con angeli musicanti, che evocano il paradiso, in cui la scena principale ha luogo. La predella mostra in ciascuno scomparto un esagono in cui si trovano un busto di Cristo al centro e busti di santi ai lati: da sinistra si vedono un santo vescovo, Giovanni Battista, san Francesco e sant'Onofrio.
I pannelli principali sono di qualità molto alta, ma l'impaginazione spaziale differisce da altre opere di Giotto, per quanto affollate, come la Dormitio Virginis. Forse per meglio rappresentare i cerchi del Paradiso, forse per la presenza di una mano legata alle file uniformi di personaggi di tradizione duecentesca, i santi si trovano infatti disposti in maniera regolare fluttuando l'uno sull'alto, come se disposti sui gradini di un anfiteatro, annullando una reale percezione di spazio in profondità e sfiorando l'effetto "tappeto di teste" di sapore più arcaizzante. A questo gusto rimanda anche la forte accentuazione delle proporzioni gerarchiche.
Notevole è però la concezione dei cinque pannelli come un'unica scena, in cui tutti gli sguardi corrono alla parte centrale. Tra le parti migliori della tavola i gruppi di angeli: quelli offerenti vasi di fiori al centro sono simili a quelli nella Maestà di Ognissanti, sebbene più modesti, mentre ricco e vario è il gruppo di angeli musicanti in primo piano nei pannelli laterali. Le scelte cromatiche sono raffinate e preziose.
Tra i numerosi santi e beati solo alcuni hanno attributi tali da essere riconoscibili con certezza. Nel primo scomparto a sinistra Francesco e Chiara d'Assisi; nel secondo in prima fila Adamo ed Eva, san Pietro e, in fondo, Mosè; nel terzo san Paolo, Abramo e Giovanni Battista; nel quarto Stefano e Lorenzo, con la dalmatica.